# Josh Hall
Joshua Karon Lee Hall (Greenville, Carolina del Norte, 8 de octubre de 2000) es un baloncestista estadounidense que actualmente se encuentra sin equipo. Con 2,06 metros de estatura, ocupa la posición de alero.

## Trayectoria deportiva

### Instituto
Hall jugó su primer año de baloncesto en la escuela secundaria en Southern High School en Durham, Carolina del Norte. Durante los siguientes dos años, se trasladó a la Oak Hill Academy de Virginia. Jugó una temporada de posgrado en la Moravian Prep en Hickory, Carolina del Norte, promediando 24 puntos y 4.4 rebotes por partido y llevando a su equipo a un récord de 34 victorias y 3 derrotas.
El 18 de noviembre de 2019, Hall se comprometió a jugar baloncesto universitario para NC State desechando ofertas de Louisville y DePaul, entre otros. Pero en abril de 2020 se declaró elegible para el Draft de la NBA, renunciando así a su carrera universitaria.

### Profesional
Tras no ser elegido en el Draft de la NBA de 2020, el 9 de diciembre firmó un contrato dual con los Oklahoma City Thunder de la NBA y su filial en la G League, los Oklahoma City Blue.
Después de una temporada en Oklahoma, alternando con el filial, el 12 de septiembre de 2021, los Thunder cortan a Hall.
Hall firmó un contrato de 10 días por los Toronto Raptors y fue despedido, uniéndose posteriormente a los Raptors 905.
En noviembre de 2023 jugó brevemente con Panteras de Aguascalientes de la LNBP de México.

## Estadísticas de su carrera en la NBA

### Temporada regular
| Año     | Equipo        | PJ | PT | MPP  | %TC  | %3P  | %TL  | RPP | APP | ROB | TPP | PPP |
| ------- | ------------- | -- | -- | ---- | ---- | ---- | ---- | --- | --- | --- | --- | --- |
| 2020-21 | Oklahoma City | 21 | 1  | 16.0 | .303 | .108 | .500 | 2.8 | 1.3 | .2  | .0  | 4.1 |
| Total   | Total         | 21 | 1  | 16.0 | .303 | .108 | .500 | 2.8 | 1.3 | .2  | .0  | 4.1 |